# Helmut Maier
Helmut Maier (Geislingen an der Steige, 17 de outubro de 1953) é um matemático alemão.
Especialista em teoria dos números, contribuiu significativamente para o progresso do estudo da conjectura dos números primos gêmeos.
Maier obteve um Ph.D. na Universidade de Minnesota. É atualmente professor da Universidade de Ulm.
Seu Número de Erdős é 1.

## Publicações selecionadas
- com A. Hildebrand Irregularities of the distribution of primes in short intervals, J. Reine Angewandte Mathematik, Volume 397, 1989, p. 162–193
- com Carl Pomerance: Unusually large gaps between consecutive primes, Trans. Amer. Math. Soc., Volume 322, 1990, p. 201–237